# خطوط الولايات المتحدة الجوية الرحلة 1493
كارثة مطار لوس أنجلوس، تصادم بين طائرتين في مطار لوس أنجلوس الدولي في لوس أنجلوس في الولايات المتحدة عشية 1 فبراير 1991، حيث تصادمت طائرة بوينغ 737 التابعة ليو إس إيرويز في الرحلة 1493، وطائرة فيرتشايلد سويارينغن ميترولاينر تابعة لخطوط سكاي ويست الجوية في الرحلة 5569 وقد قتل في الحادث 35 شخصا ونجا 66، وجرح 29 شخصا وقد تسببت بالحادث عدة عوامل هي نقص العاملين والمراقبين الجويين، والأهمال، والمعدات التقنية القديمة.